# Інколи вони повертаються... Ще
«Інколи вони повертаються... Ще» (англ. Sometimes They Come Back... for More) — американський фільм жахів 1998 року режисера Деніела Зеліка Берка, продовження екранізації розповіді Стівена Кінга, проте події не пов'язані з першими двома фільмами.

## Сюжет
Дія фільму відбувається в Антарктиці, де розташована таємна база військових США, на якій проводять незаконні експерименти. Коли один із працівників бази божеволіє, проявляючи неймовірну агресію, двох військових посилають на базу, щоб розслідувати цю справу. Там військові знаходять двох виживших — вченого Дженніфер Веллс і техніка офіцера Шебанського.
На базі один з героїв зауважує рух в темному коридорі і починає переслідувати незнайомця, вважаючи, що ще одна людина вижила, але так нікого і не знаходить. Повернувшись до бази, герої не знаходять тіла загиблих. А видіння починають поступово зводити з розуму головних героїв.

## У ролях
| Актор            | Роль                       |
| ---------------- | -------------------------- |
| Клейтон Ронер    | капітан Сем Кейдж          |
| Фейт Форд        | доктор Дженніфер Веллс     |
| Макс Перліч      | лейтенант Браян Шебанський |
| Чейз Мастерсон   | майор Келлі О'Грейді       |
| Деміан Чапа      | доктор Карл Шилінг         |
| Дженніфер О'Делл | Мері                       |
| Майкл Стадвек    | капітан Роберт Рейнольдс   |
| Стівен Гарт      | майор Френк Віттакер       |
| Дуглас Строуп    | лейтенант Бейнс            |
| Френк Сегла      | солдат в барі              |